# Cziłała z Beverly Hills 2
Cziłała z Beverly Hills 2 (ang. Beverly Hills Chihuahua 2, 2011) – amerykańska komedia z wytwórni Walt Disney Pictures. Film jest kontynuacją opowieści o gromadzie psów rasy chihuahua. Film został wydany w Polsce 4 lutego 2011 na DVD i blu-ray.

## Fabuła
Chloe i jej ukochany Papi biorą ślub w Beverly Hills. Niedługo później na świat przychodzi piątka uroczych, ale niegrzecznych szczeniaczków. Psy robią wszystko aby zdobyć pieniądze, którymi ich pan spłaci liczne długi za mieszkanie, które ma być im odebrane.

## Wersja polska
Wersja polska: SDI Media Polska

Reżyseria: Wojciech Paszkowski

W wersji polskiej udział wzięli:
- Jacek Braciak – Papi
- Dominika Kluźniak – Chloe/Biminy
- Karol Wróblewski – Sam
- Olaf Lubaszenko – Delgado
- Zbigniew Konopka – Pedro
- Anna Dereszowska – Rachel Ashe
- Jakub Szydłowski – Sebastian
- Barbara Zielińska – Delta
- Piotr Kozłowski – Pan Kroop
- Miriam Aleksandrowicz – Pani Kortez
- Paweł Galia – Pan Kortez
- Elisabeth Duda – Appoline
- Agnieszka Judycka – Colleen Mansfield
- Ewa Serwa – Vivian Ashe
- Andrzej Gawroński – Ksiądz
- Jan Piotrowski – Papi Junior
- Beniamin Lewandowski – Ali
- Krzysztof Szczerbiński – Antonio
- Waldemar Barwiński – Alberto
- Tomasz Kozłowicz – Sędzia
- Wojciech Paszkowski – komentator męski
- Joanna Węgrzynowska-Cybińska – komentator żeński
- Marta Kuligowska – Denise Winsgate
- Wiktoria Gąsiewska – Lala
- Marianna Sosnowska – Rosa
- Justyna Bojczuk – Pep

w pozostałych rolach:
- Olga Omeljaniec
- Bożena Furczyk
- Katarzyna Kozak
- Julia Kożuszek
- Joanna Pach
- Jacek Król
- Dariusz Błażejewski
- Janusz Wituch
- Andrzej Chudy
- Grzegorz Kwiecień

i inni